# EVV Eindhoven in het seizoen 1965/66
Het seizoen 1965/1966 was het 12e jaar in het bestaan van de Eindhovense betaaldvoetbalclub Eindhoven. De club kwam uit in de Eerste divisie en eindigde daarin op de 10e plaats. Tevens deed de club mee aan het toernooi om de KNVB Beker, hierin werd het team in de groepsfase uitgeschakeld.

## Wedstrijdstatistieken

### Eerste divisie
|       | Alkmaar '54 | Blauw-Wit | SC Cambuur | DHC   | Holland Sport | NAC   | N.E.C. | RBC   | Sittardia | Velox | Volendam | De Volewijckers | VVV   | Xerxes |
| ----- | ----------- | --------- | ---------- | ----- | ------------- | ----- | ------ | ----- | --------- | ----- | -------- | --------------- | ----- | ------ |
| Thuis | 2 – 2       | 4 – 0     | 5 – 0      | 2 – 1 | 5 – 1         | 0 – 0 | 1 – 3  | 0 – 0 | 1 – 3     | 0 – 2 | 0 – 6    | 2 – 2           | 7 – 3 | 0 – 0  |
| Uit   | 3 – 2       | 1 – 2     | 4 – 1      | 0 – 2 | 4 – 2         | 1 – 1 | 3 – 1  | 2 – 3 | 1 – 0     | 3 – 2 | 1 – 1    | 4 – 2           | 3 – 2 | 1 – 1  |

### KNVB Beker
| Groepsfase                                    | Baronie                              | 1 – 1 (1 – 0) | Eindhoven                                      |
| 19 september 1965 Plaats: Breda De Blauwe Kei | Ad van den Broek 11'                 |               | 57' Henk Leusink                               |
| Groepsfase                                    | Eindhoven                            | 3 – 3 (1 – 2) | PSV                                            |
| 7 november 1965 Plaats: Eindhoven Aalsterweg  | Henk Leusink 27', 67' Ad Vermeer 78' |               | 11', 28' Wim Wolbers 53' Willy van der Kuijlen |
| Groepsfase                                    | Eindhoven                            | 0 – 0         | Helmondia '55                                  |
| 2 januari 1966 Plaats: Eindhoven Aalsterweg   |                                      |               |                                                |

## Statistieken Eindhoven 1965/1966

### Eindstand Eindhoven in de Nederlandse Eerste divisie 1965 / 1966
| Stand | Gespeeld | Gewonnen | Gelijk | Verloren | Punten | Doelpunten voor | Doelpunten tegen |
| ----- | -------- | -------- | ------ | -------- | ------ | --------------- | ---------------- |
| 10e   | 28       | 8        | 8      | 12       | 24     | 51              | 54               |

### Topscorers
| #                 | Naam               | Goal |
| ----------------- | ------------------ | ---- |
| 1.                | Henk Leusink       | 9    |
| 2.                | Wim Brouns         | 8    |
| 2.                | Toon Verhoeven     | 8    |
| 4.                | Jan van den Heuvel | 5    |
| 5.                | Nico van Diessen   | 4    |
| 5.                | Harrie Geurts      | 4    |
| 5.                | Jos Manders        | 4    |
| 8.                | Christ van Lint    | 2    |
| 8.                | Ad Vermeer         | 2    |
| 10.               | Cor Bex            | 1    |
| 10.               | Willy Heijink      | 1    |
| 10.               | Piet Lemmens       | 1    |
| 10.               | Hendrik Schalks    | 1    |
| Onbekend doelpunt |                    |      |
| –                 | Onbekend           | 1    |
| Totaal            | Totaal             | 51   |

| #      | Naam         | Goal |
| ------ | ------------ | ---- |
| 1.     | Henk Leusink | 3    |
| 2.     | Ad Vermeer   | 1    |
| Totaal | Totaal       | 4    |

## Voetnoten
Alkmaar '54 ·
Blauw-Wit ·
Cambuur ·
DHC ·
Eindhoven ·
Holland Sport ·
NAC ·
N.E.C. ·
RBC ·
Sittardia ·
Velox ·
Volendam ·
De Volewijckers ·
VVV ·
Xerxes